# سیمون اوریلتو
سیمون اوریلتو (انگلیسی: Simone Auriletto؛ زادهٔ ۳۰ دسامبر ۱۹۹۸) بازیکن فوتبال است.
از باشگاه‌هایی که در آن بازی کرده‌است می‌توان به باشگاه فوتبال رجینا اشاره کرد.
وی همچنین در تیم‌های ملی فوتبال زیر ۱۵ سال ایتالیا، زیر ۱۶ سال ایتالیا، و زیر ۱۹ سال ایتالیا بازی کرده‌است.